# Buffalo Bisons (IL)
I Buffalo Bisons sono una squadra di baseball che gioca nella Minor League Baseball, affiliata attualmente ai Toronto Blue Jays della MLB.

## Storia
La squadra venne fondata nel 1979 e prese parte al suo primo campionato ufficiale nella AA Eastern League North Division concludendo con 72 vittorie e 67 sconfitte. Nel 1985 passò al livello successivo (AAA), l'ultimo della Minor League Baseball nella American Association, qui nel primo anno i Bisons totalizzarono 66 vittorie e 76 sconfitte. Proprio nell'ultimo anno riuscirono a vincere il loro primo titolo dopo una grande stagione con 87 vittorie e 57 sconfitte. La finale venne vinta per 3-0 contro gli Iowa Cubs.
Nel 1998 passò definitivamente nella International League North division dove giocano tuttora. Qui per ora sono riusciti a vincere altre due titoli: nel 1998 e nel 2004, rispettivamente 3-2 contro i Durham Bulls e 3-1 contro i Richmond Braves. Dal 2006 non riuscirono più a qualificarsi per i playoff. Dal stagione 2009 passarono sotto i New York Mets giocando le loro partite casalinghe nello stadio Coca Cola Field di Buffalo. Nel luglio 2010 i Bisons accettarono un nuovo contratto per altri due anni con i Mets. A causa della poca presenza di pubblico e dei scarsi risultati il 18 settembre 2012 firmano un nuovo contratto di affiliazione con i Toronto Blue Jays.

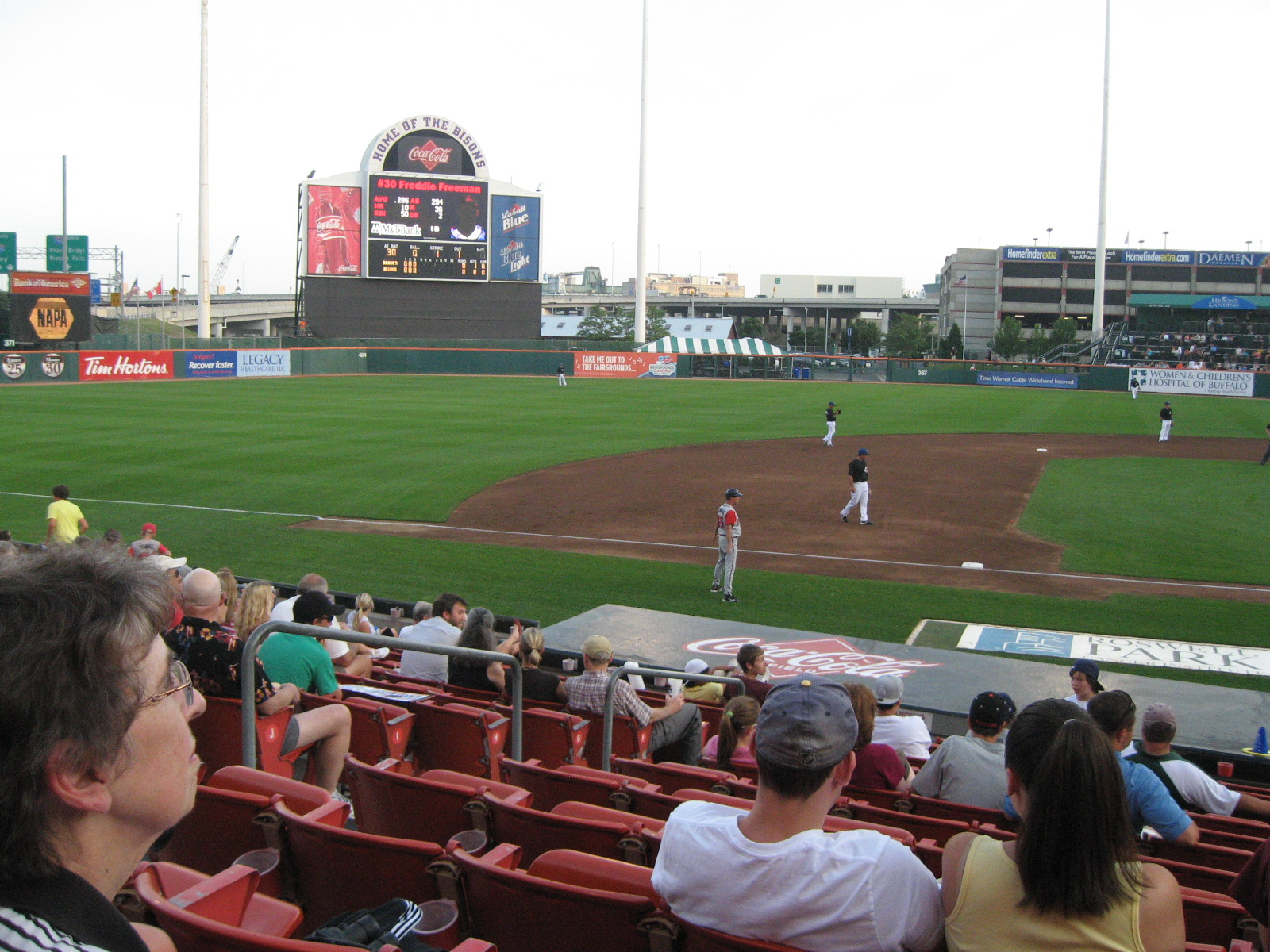
Partita al Coca Cola Field nel 2010